# 普查规定居民点
普查规定居民点（英語：census-designated place）又譯為人口普查指定地区，是由美国人口普查局出于统计目的针对非建制地區划定的人口聚集区。这类区域并非正式的行政建制，但因為人口较为密集而被指定為一個個別的地理单位，以便政府和研究机构更准确地分析人口分布与社会经济特征。自1980年以来，普查规定居民点在每十年一次的人口普查中均被使用，其功能类似于已建制的地方（如市、镇或村），但仅服务于统计需求。
普查规定居民点通常以一个官方指定但未建制的社区为核心，并涵盖周边居住区。其范围可能包括乡村地带、小型未建制社区，甚至与其他邻近聚落合并统计。常见的普查规定居民点类型包括小型农村社区、边缘城市地区、美墨边境聚居区（colonias），以及未建制的度假村或退休社区。值得注意的是，普查规定居民点的边界可能因普查需要而调整，甚至可能被暂时取消，经过一段时间后重新设立。尽管如此，美国仍然有很多未建制地区因人口稀少并未被划入任何普查规定居民点。
普查规定居民点的边界不具备法律效力，因此可能与当地居民对同一区域的认知存在差异。根据2010年人口普查的标准，普查规定居民点的名称必须为居民日常交流中所认可并使用，而非仅出于规划目的而创造。此外，建议其边界应反映居民对该名称所指区域的实际使用范围。然而，这一要求并不需要所有居民对名称或范围达成一致，也不强制要求居民必须依赖该社区获取服务。普查规定居民点的命名和边界与其他功能性区域（如邮局服务区、政治选区或学区）亦无必然关联。
美国人口普查局明确强调，普查规定居民点不被视为建制市镇。例如，在夏威夷州，由于全境无建制城市，普查局仅将普查规定居民点纳入其城市人口统计列表。此外，2007年的普查城市列表曾将弗吉尼亚州阿灵顿县的普查规定居民点与建制市镇并列。但在2010年后，此类做法被调整，仅保留夏威夷州火奴鲁鲁的普查规定居民点（代表檀香山的历史核心区）在城市与城镇估计数据中。